# Elizabeth Esteve-Coll
Elizabeth Esteve-Coll   (Ripon, 14 d'octubre de 1938 - 16 de setembre de 2024) va ser una acadèmica anglesa i antiga directora i bibliotecària de museus.

## Trajectòria
Elizabeth Esteve-Coll va ser cap de recursos d'aprenentatge a la Politècnica de Kingston des de 1977, i el 1982 es va convertir en la primera dona directora de la Biblioteca de la Universitat de Surrey. Esteve-Coll va ser la primera dona directora d'una col·lecció nacional d'art quan va ser nomenada directora del Victoria and Albert Museum el 1987, succeint a Sir Roy Strong. Va dimitir l'any 1994, a mig camí del seu segon mandat com a directora, per ocupar el vicerectorat de la Universitat d'East Anglia. El doctor Alan Borg la va succeir com a nou director, assumint el càrrec l'1 d'octubre de 1995.
Esteve-Coll va exercir com a vicerectora de la Universitat d'East Anglia entre 1995 i 1997, però es va veure obligada a renunciar després de ser diagnosticada amb esclerosi múltiple. Aleshores va dir: «És amb veritable tristesa i decepció que he de reconèixer que no sóc capaç de liderar la universitat al segle xxi». Va ser rectora de la Universitat de Lincoln durant set anys, a més de ser administradora de l'Institut Sainsbury per a l'Estudi de les Arts i Cultures Japoneses des de la seva fundació el gener de 1999.

## Vida personal
Filla d'un empleat del banc de Darlington, va estudiar a Darlington High School, Trinity College, Dublín i Birkbeck College, Londres. Elizabeth Kingdon va adoptar el cognom Esteve-Coll en casar-se amb un exiliat republicà català, un capità de la marina mercant britànica que va morir uns anys després.
Esteve-Coll va rebre l'Ordre del Sol Naixent, el novembre de 2005 en reconeixement de la seva «excel·lent contribució a la promoció de la cultura i els estudis japonesos als britànics». El novembre de 2008, se li va lliurar un doctorat honoris causa en arts i el títol de cancellera emèrita durant la seva cerimònia de comiat a la catedral de Lincoln.